# Стивенс, Александр Гамильтон
Александр Гамильтон Стивенс (англ. Alexander Hamilton Stephens; 11 февраля 1812 — 4 марта 1883) — американский политический деятель, первый и единственный вице-президент Конфедеративных Штатов Америки.
Он также был членом палаты представителей США от штата Джорджия (как до Гражданской войны, так и после «Реконструкции»), а также губернатором Джорджии с 1882 года вплоть до своей смерти в 1883 году.

## Биография
Стивенс родился близ Кроуфордвилла в семье юриста Эндрю Стивенса, одного из учредителей Бюро погоды США, и Маргарет Грир, сестры журналиста Роберта Грира, владевших небольшой фермой. Мать Стивенса умерла вскоре после его рождения и отец женился вторично на дочери полковника Линдси Матильде. В 1826 году его отец и мачеха умерли от пневмонии. В 14 лет Стивенс осиротел и был отправлен на воспитание к родственникам. Он рос в бедности и получил образование благодаря своим интеллектуальным способностям и щедрости благотворителей, одним из которых был министр Александр Гамильтон Вебстер. Из уважения к своему наставнику, Стивенс принял второе имя Вебстера — Гамильтон. Стивенс учился в колледже Франклина (позднее Университет Джорджии) и закончил его с лучшим на курсе в 1832 году.
После несчастной работы школьным учителем в течение нескольких лет он в 1834 году начал успешную карьеру адвоката. За время своей 32-летней практики он приобрёл репутацию способного защитника несправедливо обвинённых.
Стивенс был болезненным и астеничным на протяжении всей своей взрослой жизни, при росте 170 см он весил всего 43,5 кг. Хотя его голос был описан как пронзительный и неприятный, в начале Гражданской войны газеты северян описали его как «сильнейшего человека на Юге», отмечая его ум, суждения и красноречие. Его щедрость была легендарной, его дом, даже когда он был губернатором Джорджии, был всегда открыт для путешественников и бродяг, и он лично финансировал образование более 100 студентов. В результате он умер практически нищим.
Чтобы увеличить своё состояние, Стивенс начал приобретать землю и рабов. Ко времени начала Гражданской войны Стивенсу принадлежало 34 раба и несколько тысяч акров земли. Стивенс пришёл в политику в 1836 году, когда был избран в Палату представителей Джорджии. Он служил там до 1841 года. В 1842 году он был избран в Сенат штата Джорджия. В 1843 году Стивенс был избран в Палату представителей США в ходе специальных выборов для заполнения вакансии в связи с уходом в отставку одного из членов палаты. Стивенс неоднократно переизбирался в Палату представителей и был её членом со 2 октября 1843 года по 3 марта 1859 года в Конгрессах с 28-го по 35-й.
Будучи национальным законодателем в решающие два десятилетия перед Гражданской войной, Стивенс участвовал во всех крупных политических боях. Он начинал как умеренный защитник рабства, но потом согласился со всеми преобладающими на юге обоснованиями, используемыми для защиты института рабовладения.
Стивенс быстро стал известным в качестве одного из ведущих южан в Палате представителей. Он поддержал присоединение Техаса в 1845 году. Вместе со своими коллегами он резко возражал против Американо-мексиканской войны. Он был столь же энергичным противником запрета расширения рабства на территориях, приобретённых США во время войны с Мексикой.

## Вице-президент Конфедерации

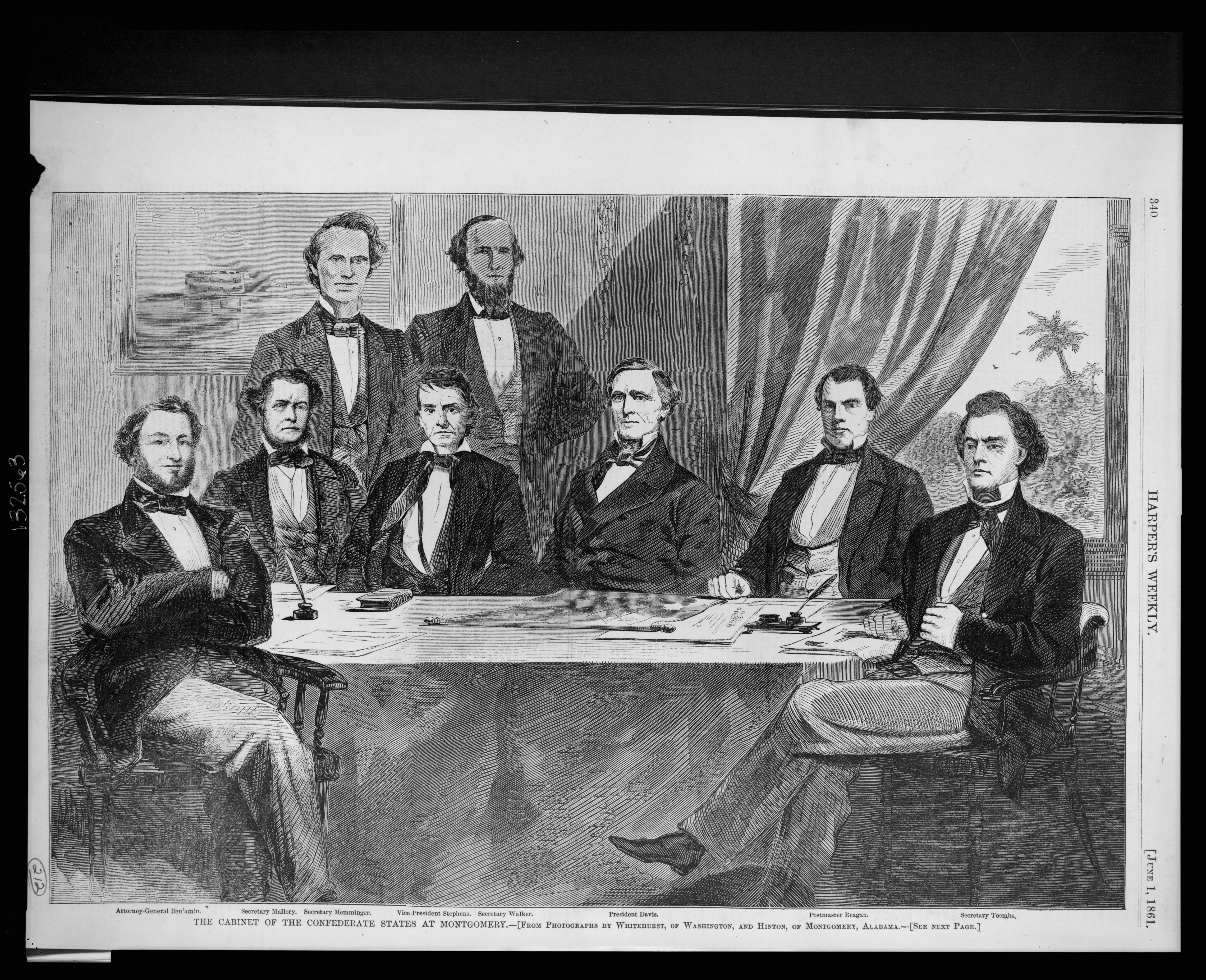
Кабинет Конфедеративных Штатов Америки.

В 1861 году Стивенс был избран делегатом от Джорджии на специальный Конвент о принятии решения об отделении от США. На Конвенте, а также в ходе президентской кампании 1860 года, Стивенс призвал южан оставаться лояльными Союзу. Он проголосовал против отделения, но утверждал, что право на отделение у Юга есть, если федеральное правительство продолжит политику, неприемлемую для Юга. Он был избран Конгрессом Конфедерации заместителем председателя Временного правительства. Затем он был избран вице-президентом Конфедеративных Штатов Америки. Он принял присягу 11 февраля 1861 года и был вице-президентом до своего ареста 11 мая 1865 года. Стивенс официально находился в должности на восемь дней больше, чем президент Джефферсон Дэвис, он принял присягу за семь дней до инаугурации Дэвиса и был задержан на следующий день после Дэвиса.

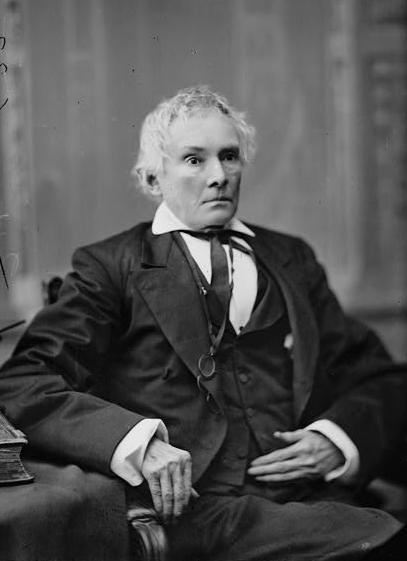
Стивенс в последние годы своей жизни.

На грани гражданской войны, 21 марта 1861 года, Стивенс дал известное интервью. В нём он заявил, что рабство — естественное состояние чернокожих. В 1862 году Стивенс впервые публично выразил своё несогласие с администрацией Дэвиса. Во время войны он осудил многие политические решения президента, включая призыв, приостановление действия закона Хабеас корпуса, различные действия в финансовой и налоговой политике, а также в военной стратегии.

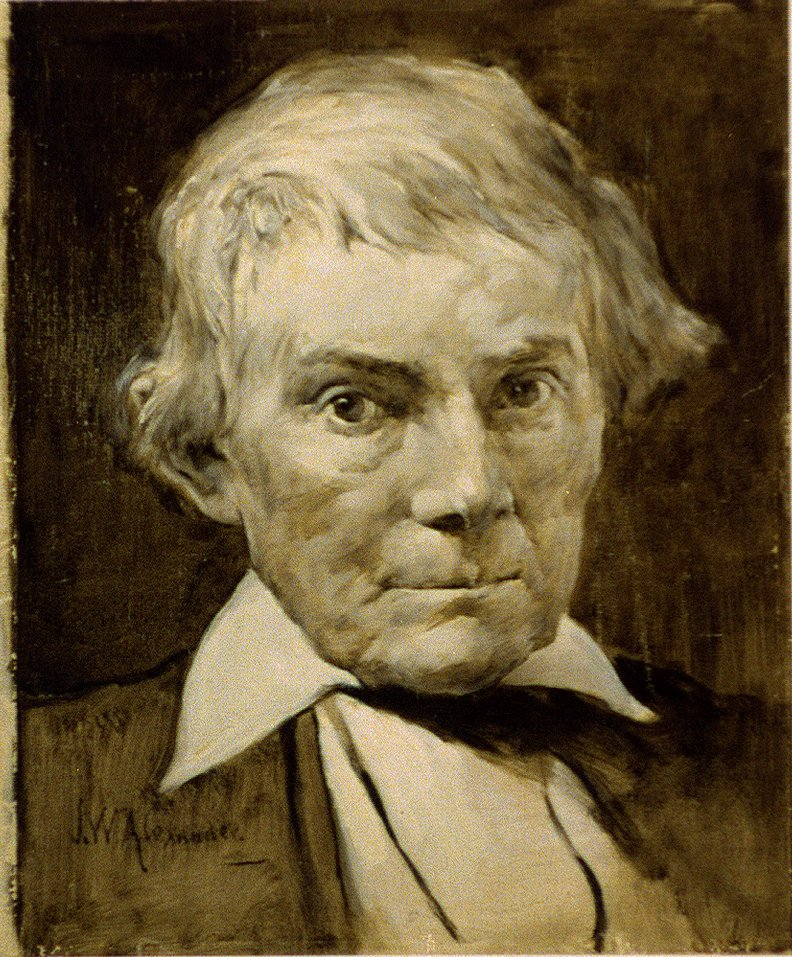
Портрет Александра Стивенса
работы Джона Александра

В середине 1863 года Дэвис направил Стивенса на бесплодную миссию в Вашингтон, чтобы обсудить вопрос об обмене пленными, но сразу же после победы федералов в Битве при Геттисберге администрация Линкольна отказалась его принять. Поскольку война продолжалась, и судьба Конфедерации шла под уклон, Стивенс стал более откровенным в своей оппозиции к администрации. 16 марта 1864 года Стивенс выступил с речью в Законодательном собрании Джорджии, которая широко освещалась как на Севере, так и на Юге. В ней он обвинил администрацию Дэвиса в поддержке призыва и приостановлении Хабеас корпуса, после чего поддерживал блок решений, направленных на обеспечение мира. С тех пор как он начал настаивать на действиях, направленных на установление мира, и до конца войны, его отношения с Дэвисом стали портиться.
3 февраля 1865 года он был одним из трёх уполномоченных Конфедерации, который встречался с Линкольном на пароходе «Ривер Куин». В ходе конференции были предприняты бесплодные усилия, чтобы обсудить меры, направленные на окончание боевых действий.

## После войны

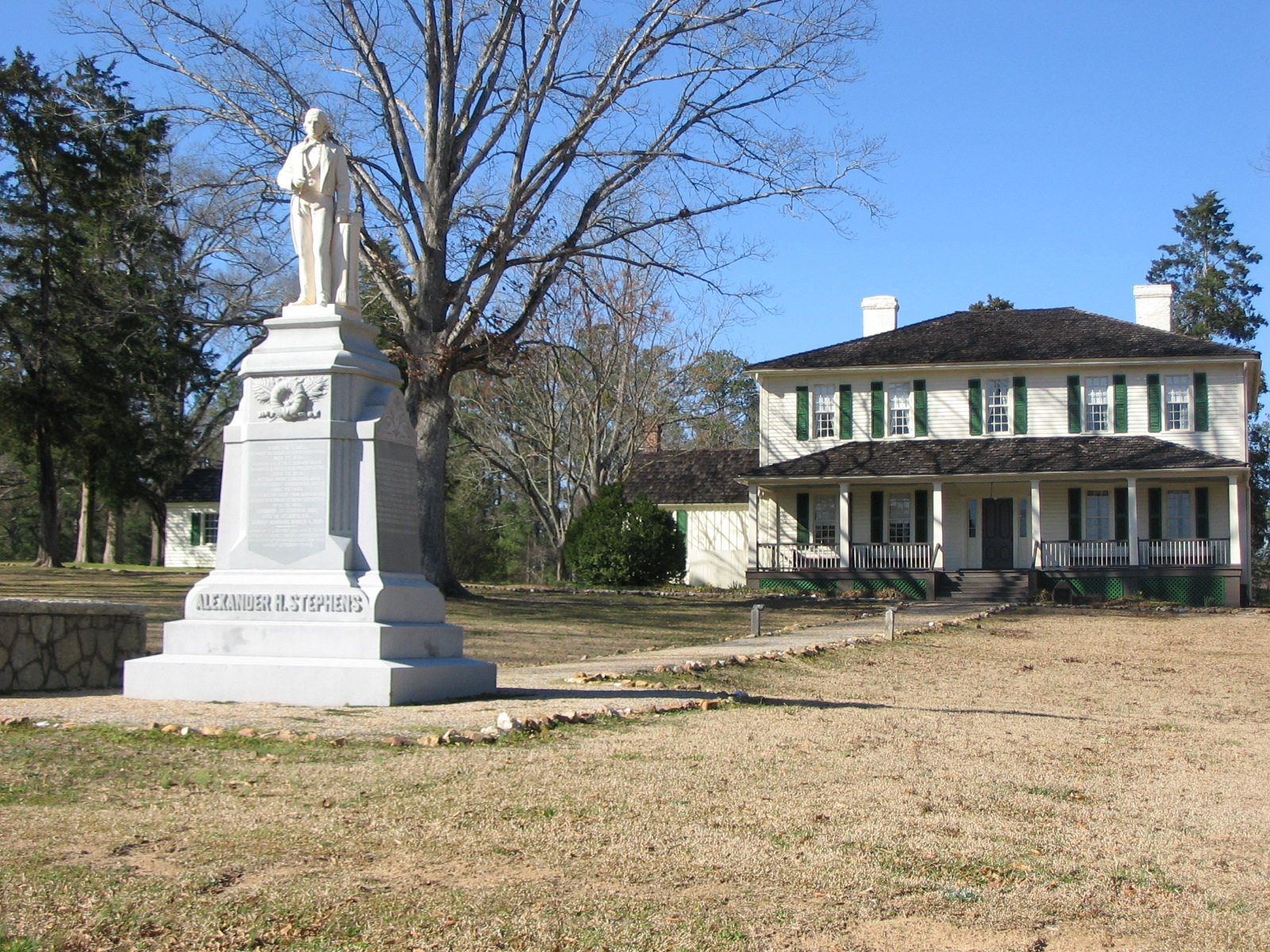
памятник Александру Стивенсу у Зала Свободы (Liberty Hall)

Стивенс был арестован в своем доме 11 мая 1865 года. Он был заключён в тюрьму и находился в заключении пять месяцев (до октября 1865 года). В 1866 году он был избран в Сенат США — первый его созыв по новой Конституции Джорджии. Так как Джорджия не была официально принята обратно в США, сенатором он не стал. В 1873 году он был избран в Палату представителей США (вместо внезапно умершего Эмброуза Райта) и был переизбран в 1874, 1876, 1878 и 1880 годах. Он был членом Конгрессов с 43-го по 47-й, с 1 декабря 1873 года до своей отставки 4 ноября 1882 года. В тот день он был избран и вступил в должность губернатора Джорджии. Его пребывание на посту губернатора оказалось кратким: Стивенс скончался 4 марта 1883 года — через четыре месяца после вступления в должность. По словам его бывшего раба, ворота упали на Стивенса, и он умер. Стивенс был погребён в Атланте, а затем повторно похоронен в своем имении вблизи Кроуфордвилла.

## Память
Портрет Стивенса изображен на банкнотах Конфедеративных Штатов Америки достоинством 20 долларов (3, 5, 6, и 7-й выпуски).

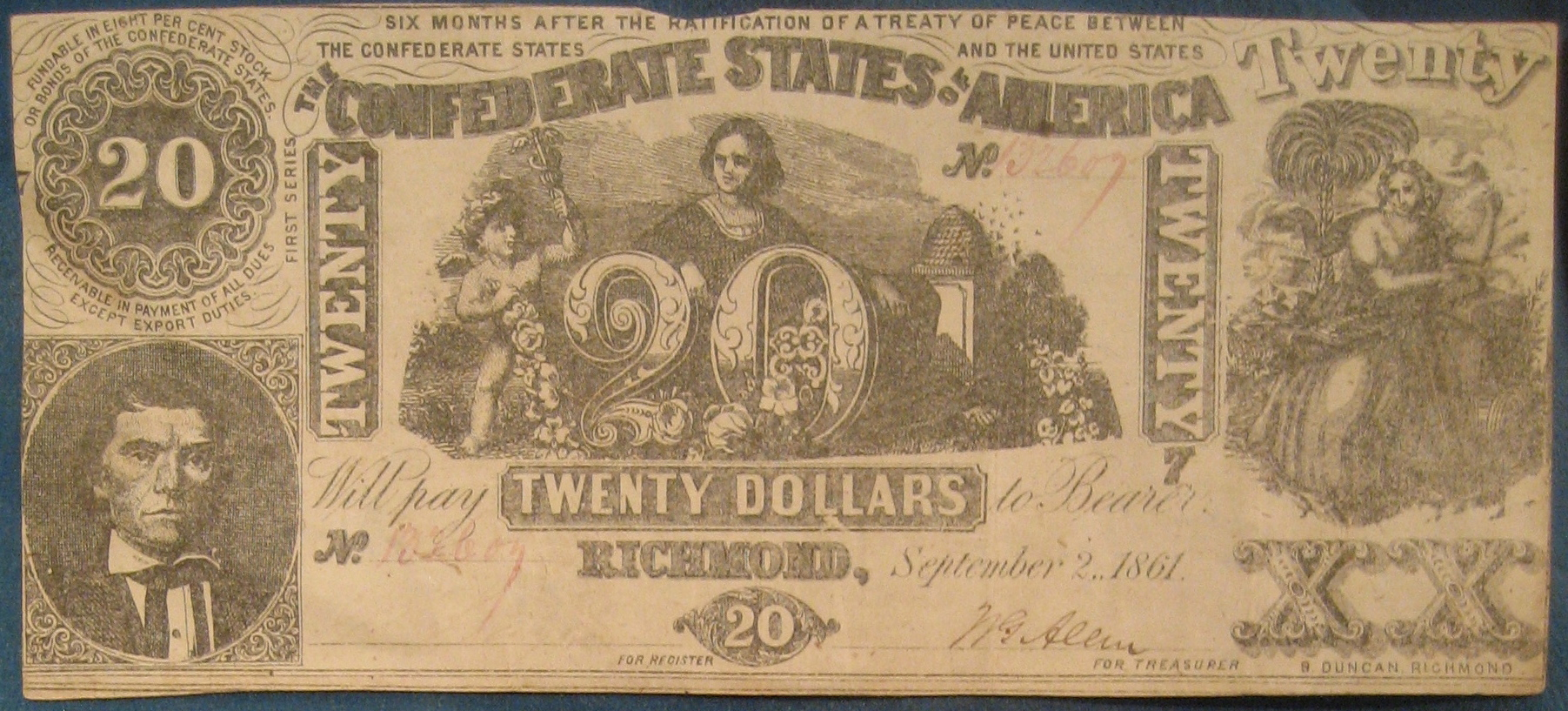
20 долларов КША образца 1861 года с портретом Стивенса
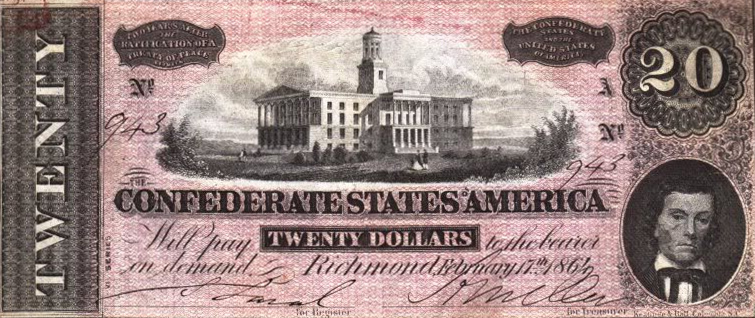
20 долларов КША образца 1864 года с портретом Стивенса